# Caixa de Estabilização
A Caixa de Estabilização foi criada pelo Decreto nº 5.108, de 18 de dezembro de 1926, com a finalidade de recolher ouro em barra ou amoedado (bem como os bilhetes conversíveis da Caixa de Conversão ainda circulantes), que era trocado por notas de igual valor ao metal entregue. Sua criação se deve ao presidente da República Washington Luis, que nomeou Getúlio Vargas como ministro da Fazenda, para conduzir a reforma monetária proposta.
A criação da Caixa de Estabilização foi uma tentativa do Governo de promover uma reforma monetária que possibilitasse a conversibilidade em ouro de todo o papel-moeda em circulação, viabilizando a criação de uma nova moeda, o Cruzeiro. Estabelecida em três fases, com a primeira constando da estabilização propriamente dita, a segunda da conversibilidade da moeda e, a última, a cunhagem do cruzeiro em moedas de ouro.
Para constituir a reserva de ouro inicial, pois o Brasil não possuía tanto ouro assim, vai recorrer, em 1927, a dois empréstimos externos: o primeiro, na Inglaterra, com a família Rothschild, foram 8 milhões de libras esterlinas e o segundo, dos Estados Unidos mais 40 milhões de dólares, totalizando 30 milhões de libras esterlinas. A taxa de câmbio foi padronizada em 6 dinheiros por mil-réis. O valor fixado para o cruzeiro foi o de dez mil réis.
As primeiras cédulas da Caixa de Estabilização foram aproveitadas do Tesouro Nacional, com um carimbo retangular com os dizeres "A Caixa de Estabilização pagará ao portador, à vista, no Rio de Janeiro, em ouro, conforme a Lei n.º 5108, de 18 de dezembro de 1926 a quantia de __$000 VALOR RECEBIDO EM OURO", nos valores de 10, 20, 50, 100, 200 e 500 mil réis. Em 1927, a Caixa de Estabilização emitiu cédulas próprias (1ª estampa), impressas pela American Bank Note Company, nos valores de 10 mil, 20 mil, 50 mil, 100 mil, 200 mil, 500 mil e 1 conto de réis. Essas cédulas compartilham o mesmo desenho no anverso, uma efígie de mulher representando a República.
Com a crise internacional de 1929, provocada pela quebra da Bolsa de Valores de Nova York, interrompe-se a entrada de capitais estrangeiros e, em decorrência, deixa de existir a possibilidade de se contrair novos empréstimos para renegociação das dívidas do governo e, também, para as reservas previstas no plano econômico de Washington Luiz. Vendo as suas reservas vazias e alguns movimentos de protestos, principalmente no Rio Grande do Sul, levaram o governo sancionar os decretos nºs 19.352, de 6 de outubro de 1930 e 19.375, de 20 de outubro de 1930, sendo o primeiro, decretando o feriado bancário, com o consequente fechamento da Caixa de Estabilização, e o segundo, prorrogando o mesmo feriado bancário e dá exclusividade ao Banco do Brasil a operação de taxa de câmbio.
Com a vitória da Revolução de 1930 no final de outubro, que levou Getúlio Vargas ao poder, instituindo o Governo Provisório, e diante do insucesso da reforma monetária, o novo governo não levou adiante e a Caixa de Estabilização foi extinta em 1930 através do Decreto nº 19.423 de 22 de novembro. As cédulas emitidas mantiveram seu valor até serem totalmente substituídas em 1951.